# ATP-toernooi van Hamburg
Het ATP-toernooi van Hamburg is een jaarlijks terugkerend tennistoernooi voor mannen dat wordt georganiseerd in het Duitse Hamburg. De ondergrond is gravel. De officiële naam van het toernooi is de Hamburg European Open. Het toernooi staat onder auspiciën van de ATP en behoort tot de toernooicategorie "ATP Tour 500".

## Geschiedenis
De eerste editie van het toernooi had plaats in 1892. Vanaf 1968 mogen ook professionals aan het toernooi meedoen.  Vanaf 1990 tot 2008 viel het toernooi in de hoogste categorie: de Masters Series en werd het toernooi georganiseerd in het reguliere gravelseizoen in de maand mei. Maar vanaf 2009 verloor het toernooi de hoogste ATP-categorie en kreeg het toernooi een licentie van een niveau lager op ATP World Tour 500-niveau toebedeeld in de maand juli, in het drie/vier weken durende blok Europese graveltoernooien na Wimbledon. Dit is een lastige periode in het tennisseizoen om topspelers aan te trekken, aangezien het grasseizoen net ten einde is en de hardcourt voorbereidingstoernooien richting de US Open erop volgen. De huidige ATP 500 licentie van het toernooi is in handen van de Deutscher Tennis Bund. In september 2022 werd bekend dat de ATP de licentie met de Deutscher Tennis Bund (DTB) met 15 jaar heeft verlengd tot en met 2038. De vorige licentieovereenkomst liep tot en met 2023.
In 2005 werd in een geheim document van de ATP al gesproken over het verplaatsen van het Masters Series toernooi van Hamburg naar Madrid. Uiteindelijk zou deze verplaatsing in 2009 werkelijkheid worden en ging de ATP Masters Series licentie over naar de Roemeense miljardair, zakenman en voormalig professioneel tennisspeler Ion Țiriac.
Nadat het toernooi in 2009 een stap terug moest doen naar ATP-500 niveau, is Hamburg Sports & Entertainment GmbH (HSE) onder leiding van CEO Detlev Hammer en met als toernooidirecteur ex-tennisser Michael Stich, als organisator ingestapt. Zij hadden zich ten doel gesteld om het tennistoernooi in Hamburg te behouden. HSE had een huurovereenkomst met de Duitse tennisbond tot en met 2014 met een optie tot verlenging tot en met 2018. HSE wist in de strijd om de organisatierechten het bedrijf 'CharlySteeb GmbH' van ex-tennisser Carl-Uwe Steeb (die in 2008 toernooidirecteur was in Hamburg) achter zich te houden. Uiteindelijk liep de huurovereenkomst met HSE in 2018 af. De organisatie wilde graag verlengen, maar de DTB wilde echter meer geld hebben dan voor de huidige licentie was betaald. Ze zegden open te staan voor een verplaatsing naar een andere stad. Ook een wissel van gravel naar hardcourt was niet uitgesloten.
In 2019 nam het Oostenrijkse MatchMaker Sports GmbH (dochterbedrijf van RBG Reichel Business Group GmbH) onder leiding van CEO Sandra Reichel, de toernooiorganisatie over. Hiermee bleef het toernooi in Hamburg. Sandra Reichel werd ook de nieuwe toernooidirecteur. Sandra en haar vader Peter-Michael Reichel hebben veel ervaring in het organiseren van tennistoernooien. Vanaf 1991 organiseren zij het WTA-toernooi van Linz, in hun thuisland Oostenrijk. In het verleden hebben zij ook het Oostenrijkse WTA-toernooi van Bad Gastein (2007-2015), het Spaanse WTA-toernooi van Barcelona (2012) en het Duitse WTA-toernooi van Nürnberg (2013-2019) georganiseerd. Sandra Reichel was in het verleden zelf professioneel tennisspeelster, weliswaar op bescheiden niveau: zij wist als hoogste ranglijstpositie 449 in het enkelspel en 232 in het dubbelspel te behalen.  
De nieuwe organisatie doopte het toernooi om tot de 'Hamburg European Open'. De familie Reichel wist in 2021 ook een WTA toernooilicentie te bemachtigen, welke in tegenstelling tot het ATP-licentie niet gehuurd wordt van de DTB, maar in eigen bezit is. In 2021 zou het vrouwentoernooi in de week voorafgaande van het mannentoernooi plaatsvinden. In 2022 vond er voor het eerst sinds 44 jaar weer een gecombineerd mannen/vrouwen toernooi plaats in Hamburg. Vanaf 2024 zal er weer een apart toernooi voor de mannen en de vrouwen plaatsvinden. Sandra Reichel is met haar MatchMaker Sports GmbH namelijk de organisatierechten kwijtgeraakt van het mannentoernooi vanaf de editie van 2024. De Duitse tennisbond heeft van 2024 tot en met 2028 de organisatierechten verhandelt aan het internationale bedrijf Tennium, dat actief is in de tenniswereld en werd opgericht door Gentenaar Kristoff Puelinckx in samenwerking met de Franse ex-speler Sébastien Grosjean. Tennium gaat een aanzienlijk hogere licentieprijs betalen. Een gecombineerd toernooi met twee verschillende organisatoren is zeer onrealistisch, de toernooien zullen vanaf 2024 daarom weer in gescheiden weken plaatsvinden.
De licentiehouder de „Deutscher Tennis Bund” blijft op zoek naar mogelijkheden om een beter deelnemersveld te kunnen presenteren. Er gaan geruchten rond dat de ATP vanaf 2025 een tiende „ATP 1000 Deutscher Tennis Bund” toernooi wil gaan organiseren op de ondergrond gras. De Deutscher Tennis Bund heeft haar interesse kenbaar gemaakt om deze toernooilicentie eventueel te bemachtigen. Het Duitse ATP-toernooi van Halle dat jaarlijks op gras wordt georganiseerd heeft ook interesse getoond in een eventuele „ATP 1000 Deutscher Tennis Bund” licentie.
In de periode 1982–2002 werd hier ook het WTA-toernooi van Hamburg gehouden. Nadat het vrouwentoernooi tot en met 1988 in een ander jaargetijde plaatsvond dan dat van de mannen, speelden de mannen van 1989 tot en met 1999 de week na de vrouwen. In 2000 werd dit een week verschoven, en viel het mannentoernooi twee weken na dat van de vrouwen.

## Locatie
Het toernooi wordt sinds het begin georganiseerd op het tenniscomplex Am Rothenbaum. Het stadion biedt momenteel plaats aan 10.000 mensen. In 1956 bood het plaats aan 5.000 toeschouwers, in 1964 werd het stadion uitgebreid naar 8.000 zitplaatsen. In 1980 werd het complex en het stadion gemoderniseerd en het aantal zitplaatsen uitgebreid naar 9.000. In 1989 werden nogmaals 1.000 zitplaatsen toegevoegd tot een aantal van 10.000. In 1997 werd het stadion na twee jaar verbouwen uitgerust met een schuifbaar dak; een unieke constructie van waaruit van midden uit het stadion een membraandoek wordt uitgeklapt. Bovendien werd de toeschouwerscapaciteit verhoogd naar 13.200. Vele jaren werd de bovenste ring afgedekt, waardoor maar 7.500 zitplaatsen konden worden gebruikt voor het toernooi.
Er waren plannen van 2018 tot 2022 een nieuw stadion te bouwen. Tussen de betrokken partijen kwam het evenwel uiteindelijk niet tot een overeenkomst, waardoor in 2019 slechts een beperkte renovatie werd uitgevoerd, deels voor, en deels na het toernooi. Door deze renovatie is de capaciteit gereduceerd tot 10.000 zitplaatsen.

## Finales

### Enkelspel
| Datum             | Naam                                           | Categorie              | Ondergrond     | Winnaar                  | Finalist             | Uitslag                  |               |
| ----------------- | ---------------------------------------------- | ---------------------- | -------------- | ------------------------ | -------------------- | ------------------------ | ------------- |
| 02-05-1892        |                                                |                        | Gravel, buiten | Walter Bonne             | R.A. Leers           | 7-5, 6-3                 |               |
| 08-05-1893        |                                                |                        | Gravel, buiten | Christian Winzer         | Walter Bonne         | 6-4, 6-0, 3-6, 6-3       |               |
| 07-05-1894        |                                                |                        | Gravel, buiten | Graf Victor Voß (1)      | Christian Winzer     | 6-1, 6-4, 11-9           |               |
| 10-06-1895        |                                                |                        | Gravel, buiten | Graf Victor Voß (2)      | Christian Winzer     | 6-2, 6-1, 6-2            |               |
| 25-05-1896        |                                                |                        | Gravel, buiten | Graf Victor Voß (3)      | Georg Wantzelius     | 6-1, 6-0, 6-1            |               |
| 16-08-1897        |                                                |                        | Gravel, buiten | George Hillyard (1)      | George C. Ball Green | 6-1, 6-2, 6-3            |               |
| 15-08-1898        |                                                |                        | Gravel, buiten | Harold Mahony            | Joshua Pim           | 6-4, 6-3, 6-4            |               |
| 31-07-1899        |                                                |                        | Gravel, buiten | Clarence Hobart          | Harold Mahony        | 8-6, 8-10, 6-0, 6-8, 8-6 |               |
| 06-08-1900        |                                                |                        | Gravel, buiten | George Hillyard (2)      | Laurence Doherty     | Geen wedstrijd           |               |
| 12-08-1901        |                                                |                        | Gravel, buiten | Max Décugis (1)          | Frederick W. Payn    | 6-4, 6-4, 4-6, 6-2       |               |
| 04-08-1902        |                                                |                        | Gravel, buiten | Max Décugis (2)          | J. M. Flavelle       | 4-6, 2-6, 7-5, 7-5, 6-0  |               |
| 03-08-1903        |                                                |                        | Gravel, buiten | Josiah Ritchie (1)       | Max Décugis          | Geen wedstrijd           |               |
| 01-08-1904        |                                                |                        | Gravel, buiten | Josiah Ritchie (2)       | Curt von Wessely     | 6-4, 6-0, 10-8           |               |
| 14-08-1905        |                                                |                        | Gravel, buiten | Josiah Ritchie (3)       | Anthony Wilding      | 8-6, 7-5, 8-6            |               |
| 13-08-1906        |                                                |                        | Gravel, buiten | Josiah Ritchie (4)       | Friedrich Rahe       | 6-2, 6-2, 6-0            |               |
| 05-08-1907        |                                                |                        | Gravel, buiten | Otto Froitzheim (1)      | Josiah Ritchie       | 7-5, 6-3, 6-4            |               |
| 10-08-1908        |                                                |                        | Gravel, buiten | Josiah Ritchie (5)       | George K. Logie      | 6-1, 6-1, 6-3            |               |
| 16-08-1909        |                                                |                        | Gravel, buiten | Otto Froitzheim (2)      | Friedrich Rahe       | 6-0, 6-2, 6-3            |               |
| 15-08-1910        |                                                |                        | Gravel, buiten | Otto Froitzheim (3)      | Curt Bergmann        | Geen wedstrijd           |               |
| 31-07-1911        |                                                |                        | Gravel, buiten | Otto Froitzheim (4)      | Felix Pipes          | 6-3, 6-2, 6-1            |               |
| 19-08-1912        |                                                |                        | Gravel, buiten | Otto von Müller          | Heinrich Schomburgk  | 2-6, 6-1, 6-4, 6-2       |               |
| 18-08-1913        |                                                |                        | Gravel, buiten | Heinrich Schomburgk      | Otto von Müller      | 6-2, 6-4, 7-5            |               |
| 1914-1919         | Geen toernooi                                  | Geen toernooi          | Geen toernooi  | Geen toernooi            | Geen toernooi        | Geen toernooi            | Geen toernooi |
| 26-04-1920        |                                                |                        | Gravel, buiten | Oscar Kreuzer            | Louis Maria Heyden   | 6-0, 6-0, 6-2            |               |
| 25-04-1921        |                                                |                        | Gravel, buiten | Otto Froitzheim (5)      | Robert Kleinschroth  | 6-4, 8-6, opgave         |               |
| 24-04-1922        |                                                |                        | Gravel, buiten | Otto Froitzheim (6)      | Friedrich Rahe       | 2-6, 6-0, 8-6, 6-1       |               |
| 23-04-1923        |                                                |                        | Gravel, buiten | Heinz Landmann           | Louis Maria Heyden   | 6-2, 6-3, 7-5            |               |
| 15-09-1924        |                                                |                        | Gravel, buiten | Béla von Kehrling        | Louis Maria Heyden   | 8-6, 6-1, 9-7            |               |
| 30-03-1925        |                                                |                        | Gravel, buiten | Otto Froitzheim (7)      | Béla von Kehrling    | 6-4, 6-1, 4-6, 6-1       |               |
| 12-04-1926        |                                                |                        | Gravel, buiten | Hans Moldenhauer (1)     | Walter Dessart       | 6-2, 6-2, 6-1            |               |
| 25-04-1927        |                                                |                        | Gravel, buiten | Hans Moldenhauer (2)     | Willy Hannemann      | 6-2, 4-6, 6-4, 6-4       |               |
| 06-08-1928        |                                                |                        | Gravel, buiten | Daniel Prenn             | Hans Moldenhauer     | 6-1, 6-4, 6-3            |               |
| 05-08-1929        |                                                |                        | Gravel, buiten | Christian Boussus (1)    | Otto Froitzheim      | 6-1, 4-6, 6-1, 6-8, 6-1  |               |
| 04-08-1930        |                                                |                        | Gravel, buiten | Christian Boussus (2)    | Yoshiro Ohta         | 1-6, 8-6, 2-6, 6-4, 6-4  |               |
| 03-08-1931        |                                                |                        | Gravel, buiten | Roderich Menzel          | Gustav Jaenecke      | 6-2, 6-2, 6-1            |               |
| 08-08-1932        |                                                |                        | Gravel, buiten | Gottfried von Cramm (1)  | Roderich Menzel      | 3-6, 6-2, 6-2, 6-3       |               |
| 07-08-1933        |                                                |                        | Gravel, buiten | Gottfried von Cramm (2)  | Roderich Menzel      | 7-5, 2-6, 4-6, 6-3, 6-4  |               |
| 06-08-1934        |                                                |                        | Gravel, buiten | Gottfried von Cramm (3)  | Clayton Lee Burwell  | 6-2, 6-1, 6-4            |               |
| 05-08-1935        |                                                |                        | Gravel, buiten | Gottfried von Cramm (4)  | Otto Szigeti         | 6-3, 6-3, 6-3            |               |
| 1936              | Geen toernooi                                  | Geen toernooi          | Geen toernooi  | Geen toernooi            | Geen toernooi        | Geen toernooi            | Geen toernooi |
| 02-08-1937        |                                                |                        | Gravel, buiten | Henner Henkel (1)        | Vivian Mc Grath      | 1-6, 6-3, 8-6, 3-6, 6-1  |               |
| 11-07-1938        |                                                |                        | Gravel, buiten | Otto Szigeti             | Bernard Destremau    | 8-6, 6-8, 6-3, 6-3       |               |
| 10-07-1939        |                                                |                        | Gravel, buiten | Henner Henkel (2)        | Roderich Menzel      | 4-6, 6-4, 6-0, 6-1       |               |
| 1940-1947         | Niet gehouden                                  | Niet gehouden          | Niet gehouden  | Niet gehouden            | Niet gehouden        | Niet gehouden            | Niet gehouden |
| 02-08-1948        |                                                |                        | Gravel, buiten | Gottfried von Cramm (5)  | Helmut Gulcz         | 6-4, 6-1, 4-6, 6-3       |               |
| 08-08-1949        |                                                |                        | Gravel, buiten | Gottfried von Cramm (6)  | Ernst Buchholz       | 7-5, 6-1, 6-0            |               |
| 07-08-1950        |                                                |                        | Gravel, buiten | Jaroslav Drobný          | Gottfried von Cramm  | 6-3, 6-4, 6-4            |               |
| 06-08-1951        |                                                |                        | Gravel, buiten | Lennart Bergelin         | Sven Davidson        | 4-6, 6-3, 4-6, 6-4, 7-5  |               |
| 04-08-1952        |                                                |                        | Gravel, buiten | Eric Sturgess            | Jaroslav Drobný      | 6-3, 6-2, 6-3            |               |
| 27-07-1953        |                                                |                        | Gravel, buiten | Budge Patty (1)          | Fausto Gardini       | 6-3, 6-2, 6-3            |               |
| 02-08-1954        |                                                |                        | Gravel, buiten | Budge Patty (2)          | Sven Davidson        | 6-1, 6-1, 7-5            |               |
| 01-08-1955        |                                                |                        | Gravel, buiten | Art Larsen               | Władysław Skonecki   | 3-6, 6-3, 7-5, 6-8, 6-3  |               |
| 30-07-1956        |                                                |                        | Gravel, buiten | Lew Hoad                 | Orlando Sirola       | 6-2, 5-7, 6-4, 8-6       |               |
| 05-08-1957        |                                                |                        | Gravel, buiten | Mervyn Rose              | Pierre Darmon        | 6-3, 6-0, 6-1            |               |
| 04-08-1958        |                                                |                        | Gravel, buiten | Sven Davidson            | Jacques Brichant     | 5-7, 6-4, 0-6, 9-7, 6-3  |               |
| 03-08-1959        |                                                |                        | Gravel, buiten | William Knight           | Ian Vermaak          | 4-6, 6-4, 4-6, 6-3, 8-6  |               |
| 01-08-1960        |                                                |                        | Gravel, buiten | Nicola Pietrangeli       | Jan-Erik Lundquist   | 6-3, 2-6, 6-4, 6-2       |               |
| 07-08-1961        |                                                |                        | Gravel, buiten | Rod Laver (1)            | Luis Ayala           | 6-2, 6-8, 5-7, 6-1, 6-2  |               |
| 30-07-1962        |                                                |                        | Gravel, buiten | Rod Laver (2)            | Manuel Santana       | 8-6, 7-5, 6-4            |               |
| 05-08-1963        |                                                |                        | Gravel, buiten | Martin Mulligan          | Bob Hewitt           | 6-0, 0-6, 8-6, 6-2       |               |
| 03-08-1964        |                                                |                        | Gravel, buiten | Wilhelm Bungert          | Christian Kuhnke     | 0-6, 6-4, 7-5, 6-2       |               |
| 02-08-1965        |                                                |                        | Gravel, buiten | Cliff Drysdale           | Boro Jovanović       | 6-2, 6-4, 3-6, 6-3       |               |
| 01-08-1966        |                                                |                        | Gravel, buiten | Fred Stolle              | István Gulyás        | 2-6, 7-5, 6-1, 6-2       |               |
| 31-07-1967        |                                                |                        | Gravel, buiten | Roy Emerson              | Manuel Santana       | 6-3, 6-3, 6-1            |               |
| ↓ open tijdperk ↓ |                                                |                        |                |                          |                      |                          |               |
| 12-08-1968        | German International Championships             |                        | Gravel, buiten | John Newcombe            | Cliff Drysdale       | 6-3, 6-2, 6-4            |               |
| 11-08-1969        | German International Championships             |                        | Gravel, buiten | Tony Roche               | Tom Okker            | 6-1, 5-7, 7-5, 8-6       |               |
| 17-08-1970        | German International Championships             |                        | Gravel, buiten | Tom Okker                | Ilie Năstase         | 4-6, 6-3, 6-3, 6-4       |               |
| 17-05-1971        | German International Championships             |                        | Gravel, buiten | Andrés Gimeno            | Peter Szoke          | 6-3, 6-2, 6-2            |               |
| 05-06-1972        | German International Championships             |                        | Gravel, buiten | Manuel Orantes (1)       | Adriano Panatta      | 6-3, 9-8, 6-0            |               |
| 11-06-1973        | German International Championships             |                        | Gravel, buiten | Eddie Dibbs (1)          | Karl Meiler          | 6-1, 3-6, 7-6, 6-3       |               |
| 20-05-1974        | German International Championships             |                        | Gravel, buiten | Eddie Dibbs (2)          | Hans-Joachim Plötz   | 6-2, 6-2, 6-3            |               |
| 19-05-1975        | German International Championships             |                        | Gravel, buiten | Manuel Orantes (2)       | Jan Kodeš            | 3-6, 6-2, 6-2, 4-6, 6-1  |               |
| 17-05-1976        | German International Championships             |                        | Gravel, buiten | Eddie Dibbs (3)          | Manuel Orantes       | 6-4, 4-6, 6-1, 2-6, 6-1  |               |
| 09-05-1977        | German International Championships             |                        | Gravel, buiten | Paolo Bertolucci         | Manuel Orantes       | 6-3, 4-6, 6-2, 6-3       |               |
| 15-05-1978        | German International Championships             |                        | Gravel, buiten | Guillermo Vilas          | Wojtek Fibak         | 6-2, 6-4, 6-2            |               |
| 14-05-1979        | German International Championships             |                        | Gravel, buiten | José Higueras (1)        | Harold Solomon       | 3-6, 6-1, 6-4, 6-1       |               |
| 12-05-1980        | German International Championships             |                        | Gravel, buiten | Harold Solomon           | Guillermo Vilas      | 6-7, 6-2, 6-4, 2-6, 6-3  |               |
| 11-05-1981        | German International Championships             |                        | Gravel, buiten | Peter McNamara           | Jimmy Connors        | 7-6, 6-1, 4-6, 6-4       |               |
| 10-05-1982        | German International Championships             |                        | Gravel, buiten | José Higueras (2)        | Peter McNamara       | 4-6, 6-7, 7-6, 6-3, 7-6  |               |
| 09-05-1983        | German International Championships             |                        | Gravel, buiten | Yannick Noah             | José Higueras        | 3-6, 7-5, 6-2, 6-0       |               |
| 07-05-1984        | German International Championships             |                        | Gravel, buiten | Juan Aguilera (1)        | Henrik Sundström     | 6-4, 2-6, 2-6, 6-4, 6-4  |               |
| 29-04-1985        | German International Championships             |                        | Gravel, buiten | Miloslav Mečíř           | Henrik Sundström     | 6-4, 6-1, 6-4            |               |
| 15-09-1986        | German International Championships             |                        | Gravel, buiten | Henri Leconte            | Miloslav Mečíř       | 6-2, 5-7, 6-4, 6-2       |               |
| 27-04-1987        | German International Championships             |                        | Gravel, buiten | Ivan Lendl (1)           | Miloslav Mečíř       | 6-1, 6-3, 6-3            |               |
| 25-04-1988        | German International Championships             |                        | Gravel, buiten | Kent Carlsson            | Henri Leconte        | 6-2, 6-1, 6-4            |               |
| 08-05-1989        | German International Championships             |                        | Gravel, buiten | Ivan Lendl (2)           | Horst Skoff          | 6-4, 6-1, 6-3            |               |
| 07-05-1990        | German International Championships             | Championship Series SW | Gravel, buiten | Juan Aguilera (2)        | Boris Becker         | 6-1, 6-0, 7-6            | details       |
| 06-05-1991        | German International Championships             | Championship Series SW | Gravel, buiten | Karel Nováček            | Magnus Gustafsson    | 6-3, 6-3, 5-7, 0-6, 6-1  | details       |
| 04-05-1992        | German International Championships             | Championship Series SW | Gravel, buiten | Stefan Edberg            | Michael Stich        | 5-7, 6-4, 6-1            | details       |
| 03-05-1993        | German International Championships             | Super 9                | Gravel, buiten | Michael Stich            | Andrej Tsjesnokov    | 6-3, 6-7, 7-6, 6-4       | details       |
| 02-05-1994        | German International Championships             | Super 9                | Gravel, buiten | Andrej Medvedev (1)      | Jevgeni Kafelnikov   | 6-4, 6-4, 3-6, 6-3       | details       |
| 08-05-1995        | German International Championships             | Super 9                | Gravel, buiten | Andrej Medvedev (2)      | Goran Ivanišević     | 6-3, 6-2, 6-1            | details       |
| 06-05-1996        | German International Championships             | Super 9                | Gravel, buiten | Roberto Carretero        | Àlex Corretja        | 2-6, 6-4, 6-4, 6-4       | details       |
| 05-05-1997        | German International Championships             | Super 9                | Gravel, buiten | Andrej Medvedev (3)      | Félix Mantilla       | 6-0, 6-4, 6-2            | details       |
| 04-05-1998        | German International Championships             | Super 9                | Gravel, buiten | Albert Costa             | Àlex Corretja        | 6-2, 6-0, 1-0, opgave    | details       |
| 03-05-1999        | German International Championships             | Super 9                | Gravel, buiten | Marcelo Ríos             | Mariano Zabaleta     | 6-7, 7-5, 5-7, 7-6, 6-2  | details       |
| 15-05-2000        | German International Championships             | Masters Series         | Gravel, buiten | Gustavo Kuerten          | Marat Safin          | 6-4, 5-7, 6-4, 5-7, 7-6  | details       |
| 14-05-2001        | Masters Series Hamburg                         | Masters Series         | Gravel, buiten | Albert Portas            | Juan Carlos Ferrero  | 4-6, 6-2, 0-6, 7-6, 7-5  | details       |
| 13-05-2002        | Masters Series Hamburg                         | Masters Series         | Gravel, buiten | Roger Federer (1)        | Marat Safin          | 6-1, 6-3, 6-4            | details       |
| 12-05-2003        | Masters Series Hamburg                         | Masters Series         | Gravel, buiten | Guillermo Coria          | Agustín Calleri      | 6-3, 6-4, 6-4            | details       |
| 10-05-2004        | Masters Series Hamburg                         | Masters Series         | Gravel, buiten | Roger Federer (2)        | Guillermo Coria      | 4-6, 6-4, 6-2, 6-3       | details       |
| 09-05-2005        | Masters Series Hamburg presented by EON Hanse  | Masters Series         | Gravel, buiten | Roger Federer (3)        | Richard Gasquet      | 6-3, 7-5, 7-6 (4)        | details       |
| 15-05-2006        | Masters Series Hamburg presented by EON Hanse  | Masters Series         | Gravel, buiten | Tommy Robredo            | Radek Štěpánek       | 6-1, 6-3, 6-3            | details       |
| 14-05-2007        | Masters Series Hamburg presented by EON Hanse  | Masters Series         | Gravel, buiten | Roger Federer (4)        | Rafael Nadal         | 2-6, 6-2, 6-0            | details       |
| 12-05-2008        | Masters Series Hamburg presented by EON Hanse  | Masters Series         | Gravel, buiten | Rafael Nadal (1)         | Roger Federer        | 7-5, 6-7, 6-3            | details       |
| 20-07-2009        | International German Open Hamburg              | ATP 500                | Gravel, buiten | Nikolaj Davydenko        | Paul-Henri Mathieu   | 6-4, 6-2                 | details       |
| 19-07-2010        | German Open Tennis Championships               | ATP 500                | Gravel, buiten | Andrej Goloebev          | Jürgen Melzer        | 6-3, 7-5                 | details       |
| 18-07-2011        | bet-at-home Open - German Tennis Championships | ATP 500                | Gravel, buiten | Gilles Simon             | Nicolás Almagro      | 6-4, 4-6, 6-4            | details       |
| 16-07-2012        | bet-at-home Open - German Tennis Championships | ATP 500                | Gravel, buiten | Juan Mónaco              | Tommy Haas           | 7-5, 6-4                 | details       |
| 15-07-2013        | bet-at-home Open - German Tennis Championships | ATP 500                | Gravel, buiten | Fabio Fognini            | Federico Delbonis    | 4-6, 7-6(8), 6-2         | details       |
| 14-07-2014        | bet-at-home Open                               | ATP 500                | Gravel, buiten | Leonardo Mayer (1)       | David Ferrer         | 6-7(3), 6-1, 7-6(4)      | details       |
| 27-07-2015        | bet-at-home Open                               | ATP 500                | Gravel, buiten | Rafael Nadal (2)         | Fabio Fognini        | 7-5, 7-5                 | details       |
| 11-07-2016        | German Open Tennis Championships               | ATP 500                | Gravel, buiten | Martin Kližan            | Pablo Cuevas         | 6-1, 6-4                 | details       |
| 30-07-2017        | German Open Tennis Championships               | ATP 500                | Gravel, buiten | Leonardo Mayer (2)       | Florian Mayer        | 6-4, 4-6, 6-3            | details       |
| 29-07-2018        | German Open Tennis Championships               | ATP 500                | Gravel, buiten | Nikoloz Basilasjvili (1) | Leonardo Mayer       | 6-4, 0-6, 7-5            | details       |
| 28-07-2019        | Hamburg European Open                          | ATP 500                | Gravel, buiten | Nikoloz Basilasjvili (2) | Andrej Roebljov      | 7-5, 4-6, 6-3            | details       |
| 27-09-2020        | Hamburg European Open                          | ATP 500                | Gravel, buiten | Andrej Roebljov          | Stéfanos Tsitsipás   | 6-4, 3-6, 7-5            | details       |
| 18-07-2021        | Hamburg European Open                          | ATP 500                | Gravel, buiten | Pablo Carreño Busta      | Filip Krajinović     | 6-2, 6-4                 | details       |
| 24-07-2022        | Hamburg European Open                          | ATP 500                | Gravel, buiten | Lorenzo Musetti          | Carlos Alcaraz       | 6-4, 6-7(6), 6-4         | details       |
| 30-07-2023        | Hamburg European Open                          | ATP 500                | Gravel, buiten | Alexander Zverev         | Laslo Djere          | 7–5, 6–3                 | details       |
| 21-07-2024        | Hamburg European Open                          | ATP 500                | Gravel, buiten | Arthur Fils              | Alexander Zverev     | 6–3, 3-6, 7-6(1)         | details       |

### Dubbelspel
Vanaf 1902:
| Datum             | Naam                                                 | Categorie              | Ondergrond     | Winnaars                                         | Finalisten                                     | Uitslag                 |               |
| ----------------- | ---------------------------------------------------- | ---------------------- | -------------- | ------------------------------------------------ | ---------------------------------------------- | ----------------------- | ------------- |
| 1902              | Internationale Tennismeisterschaften von Deutschland |                        |                | Max Décugis Maurice Germot                       |                                                |                         |               |
| 1903              | Internationale Tennismeisterschaften von Deutschland |                        |                | Rolf Kinzl (1) Kurt von Wessely (1)              |                                                |                         |               |
| 1904              | Internationale Tennismeisterschaften von Deutschland |                        |                | Josiah Ritchie (1) Ernest Wilmot Lane            |                                                |                         |               |
| 1905              | Internationale Tennismeisterschaften von Deutschland |                        |                | Anthony Wilding E. Spitz                         |                                                |                         |               |
| 1906              | Internationale Tennismeisterschaften von Deutschland |                        |                | Josiah Ritchie (2) Gerhard Frankenberg Adler     |                                                |                         |               |
| 1907              | Internationale Tennismeisterschaften von Deutschland |                        |                | Otto Froitzheim (1) Louis Trasenster (1)         |                                                |                         |               |
| 1908              | Internationale Tennismeisterschaften von Deutschland |                        |                | Otto von Müller (1) Heinrich Schomburgk (1)      |                                                |                         |               |
| 1909              | Internationale Tennismeisterschaften von Deutschland |                        |                | Friedrich Wilhelm Rahe (1) Curt Bergmann         |                                                |                         |               |
| 1910              | Internationale Tennismeisterschaften von Deutschland |                        |                | Otto von Müller (2) Heinrich Schomburgk (2)      | Otto Froitzheim Paul Lindpaintner              | 5-7, 5-7, 6-3, 6-0, 6-1 |               |
| 1911              | Internationale Tennismeisterschaften von Deutschland |                        |                | Otto Froitzheim (2) Fritz Felix Pipes            |                                                |                         |               |
| 1912              | Internationale Tennismeisterschaften von Deutschland |                        |                | Luis Heyden (1) Louis Trasenster (2)             |                                                |                         |               |
| 1913              | Internationale Tennismeisterschaften von Deutschland |                        |                | Rolf Kinzl (2) Kurt von Wessely (2)              |                                                |                         |               |
| 1914-1919         | Niet gehouden                                        | Niet gehouden          | Niet gehouden  | Niet gehouden                                    | Niet gehouden                                  | Niet gehouden           | Niet gehouden |
| 1920              | Internationale Tennismeisterschaften von Deutschland |                        | Gravel, buiten | Ludwig von Salm Oscar Kreuzer (1)                |                                                |                         |               |
| 1921              | Internationale Tennismeisterschaften von Deutschland |                        | Gravel, buiten | Luis Heyden (2) Heinrich Schomburgk (3)          |                                                |                         |               |
| 1922              | Internationale Tennismeisterschaften von Deutschland |                        | Gravel, buiten | Otto Froitzheim (3) Oscar Kreuzer (2)            |                                                |                         |               |
| 1923              | Internationale Tennismeisterschaften von Deutschland |                        | Gravel, buiten | Friedrich Wilhelm Rahe (2) Béla von Kehrling (1) |                                                |                         |               |
| 1924              | Internationale Tennismeisterschaften von Deutschland |                        | Gravel, buiten | Friedrich Wilhelm Rahe (3) Béla von Kehrling (2) |                                                |                         |               |
| 1925              | Internationale Tennismeisterschaften von Deutschland |                        | Gravel, buiten | Otto Froitzheim (4) Oscar Kreuzer (3)            |                                                |                         |               |
| 1926              | Internationale Tennismeisterschaften von Deutschland |                        | Gravel, buiten | Friedrich Wilhelm Rahe (4) Béla von Kehrling (3) |                                                |                         |               |
| 1927              | Internationale Tennismeisterschaften von Deutschland |                        | Gravel, buiten | Donald Greig Maurice Summerson                   |                                                |                         |               |
| 1928              | Internationale Tennismeisterschaften von Deutschland |                        | Gravel, buiten | Jack Cummings Edgar Moon (1)                     |                                                |                         |               |
| 1929              | Internationale Tennismeisterschaften von Deutschland |                        | Gravel, buiten | Jacques Brugnon Christian Boussus                |                                                |                         |               |
| 1930              | Internationale Tennismeisterschaften von Deutschland |                        | Gravel, buiten | Jack Crawford (1) Edgar Moon (2)                 | Tamino Abe Takeichi Harada                     | 6-3, 2-6, 6-4, 6-3      |               |
| 1931              | Internationale Tennismeisterschaften von Deutschland |                        | Gravel, buiten | Walter Dessart Eberhard Nourney                  | René de Buzelet Christian Boussus              | 6-3, 6-3, 5-7, 4-6, 6-0 |               |
| 1932              | Internationale Tennismeisterschaften von Deutschland |                        | Gravel, buiten | Jack Crawford (2) Harry Hopman                   |                                                |                         |               |
| 1933              | Internationale Tennismeisterschaften von Deutschland |                        | Gravel, buiten | Ryosuke Nunoi Jirō Satō                          |                                                |                         |               |
| 1934              | Internationale Tennismeisterschaften von Deutschland |                        | Gravel, buiten | Enrique Maier Adrian Quist (1)                   |                                                |                         |               |
| 11-08-1935        | Internationale Tennismeisterschaften von Deutschland |                        | Gravel, buiten | Henner Henkel (1) Helmut Denker                  | Don Butler Frank Wilde                         | 6-1, 6-1, 6-1           |               |
| 1936              | Niet gehouden                                        | Niet gehouden          | Niet gehouden  | Niet gehouden                                    | Niet gehouden                                  | Niet gehouden           | Niet gehouden |
| 08-08-1937        | Internationale Tennismeisterschaften von Deutschland |                        | Gravel, buiten | Jack Crawford (3) Vivian McGrath                 | Don Butler Frank Wilde                         | 5-7, 6-4, 2-6, 6-4, 6-3 |               |
| 17-07-1938        | Internationale Tennismeisterschaften von Deutschland |                        | Gravel, buiten | Yvon Petra Jean Lesueur                          | Henner Henkel Georg von Metaxa                 | 6-1, 6-4, 6-4, 3-6, 6-0 |               |
| 15-07-1939        | Internationale Tennismeisterschaften von Deutschland |                        | Gravel, buiten | Henner Henkel (2) Roderich Menzel                | Owen Anderson Gene Smith                       | 6-1, 7-5, 6-4           |               |
| 1940-1947         | Niet gehouden                                        | Niet gehouden          | Niet gehouden  | Niet gehouden                                    | Niet gehouden                                  | Niet gehouden           | Niet gehouden |
| 08-08-1948        | Internationale Tennismeisterschaften von Deutschland |                        | Gravel, buiten | Gottfried von Cramm (1) Jack Harper (1)          | Werner Beuthner Ferdinand Henkel               | 6-3, 6-3, 6-1           |               |
| 14-08-1949        | Internationale Tennismeisterschaften von Deutschland |                        | Gravel, buiten | Gottfried von Cramm (2) Jack Harper (2)          | Ernst Buchholz Engelbert Koch                  | 6-3, 7-5, 5-7, 6-4      |               |
| 14-08-1950        | Internationale Tennismeisterschaften von Deutschland |                        | Gravel, buiten | Adrian Quist (2) Bill Sidwell                    | Gottfried von Cramm Jack Harper                | 6-4, 8-6, 6-2           |               |
| 12-08-1951        | Internationale Tennismeisterschaften von Deutschland |                        | Gravel, buiten | Kurt Nielsen Torben Ulrich (1)                   | Gottfried von Cramm Rolf Göpfert               | 3-6, 6-4, 5-7, 6-3, 6-4 |               |
| 10-08-1952        | Internationale Tennismeisterschaften von Deutschland |                        | Gravel, buiten | Jaroslav Drobný Ian Ayre                         | Tony Mottram Eric Sturgess                     | 3-6, 8-6, 6-2           |               |
| 02-08-1953        | Internationale Tennismeisterschaften von Deutschland |                        | Gravel, buiten | Gottfried von Cramm (3) Budge Patty (1)          | Alfred Huber Hans Redl                         | 8-6, 4-6, 3-6, 6-2, 6-2 |               |
| 08-08-1954        | Internationale Tennismeisterschaften von Deutschland |                        | Gravel, buiten | Gottfried von Cramm (4) Budge Patty (2)          | Lennart Bergelin Sven Davidson                 | 9-7, 6-4, 6-2           |               |
| 07-08-1955        | Internationale Tennismeisterschaften von Deutschland |                        | Gravel, buiten | Gottfried von Cramm (5) Budge Patty (3)          | Adrian Quist Russell Seymour                   | 6-1, 7-9, 6-4, 9-7      |               |
| 05-08-1956        | Internationale Tennismeisterschaften von Deutschland |                        | Gravel, buiten | Don Candy (1) Lew Hoad                           | Luis Ayala Sven Davidson                       | 6-4, 7-5, 6-2           |               |
| 13-08-1957        | Internationale Tennismeisterschaften von Deutschland |                        | Gravel, buiten | Don Candy (2) Mervyn Rose                        | Nicola Pietrangeli Orlando Sirola              | 10-8, 6-3, 6-3          |               |
| 12-08-1958        | Internationale Tennismeisterschaften von Deutschland |                        | Gravel, buiten | Francisco Contreras Mario Llamas                 | Ladislav Legenstajn Vladimir Petrović          | 6-3, 6-4, 6-3           |               |
| 11-08-1959        | Internationale Tennismeisterschaften von Deutschland |                        | Gravel, buiten | Don Candy (3) Luis Ayala                         | Carlos Fernandes Billy Knight                  | 6-8, 6-3, 7-5, 6-2      |               |
| 09-08-1960        | Internationale Tennismeisterschaften von Deutschland |                        | Gravel, buiten | Roy Emerson Neale Fraser                         | Ladislav Legenstein Peter Scholl               | 7-5, 3-6, 6-3, 9-7      |               |
| 15-08-1961        | Internationale Tennismeisterschaften von Deutschland |                        | Gravel, buiten | Bob Hewitt (1) Fred Stolle (1)                   | Luis Ayala Rod Laver                           | 6-2, 6-4, 6-2           |               |
| 07-08-1962        | Internationale Tennismeisterschaften von Deutschland |                        | Gravel, buiten | Bob Hewitt (2) Martin Mulligan                   | Ken Fletcher John Newcombe                     | 3-6, 3-6, 6-4, 6-2, 6-4 |               |
| 13-08-1963        | Internationale Tennismeisterschaften von Deutschland |                        | Gravel, buiten | Bob Hewitt (3) Fred Stolle (2)                   | Martin Mulligan Nicola Pietrangeli             | 6-4, 8-10, 9-7, 6-2     |               |
| 11-08-1964        | Internationale Tennismeisterschaften von Deutschland |                        | Gravel, buiten | José Luis Arilla Manuel Santana                  | Wilhelm Bungert Ken Fletcher                   | 6-4, 1-6, 7-5, 6-3      |               |
| 10-08-1965        | Internationale Tennismeisterschaften von Deutschland |                        | Gravel, buiten | Ingo Buding Christian Kuhnke                     | Bill Bowrey Owen Davidson                      | 7-5, 6-4, 6-2           |               |
| 09-08-1966        | Internationale Tennismeisterschaften von Deutschland |                        | Gravel, buiten | Fred Stolle (3) Torben Ulrich (2)                | Sergej Lichatsjov Alex Metreveli               | 6-8, 7-5, 7-5, 6-4      |               |
| 08-08-1967        | Internationale Tennismeisterschaften von Deutschland |                        | Gravel, buiten | Bob Hewitt (4) Frew McMillan (1)                 | Roy Emerson Manuel Santana                     | 8-6, 4-6, 2-6, 7-5, 6-1 |               |
| ↓ open tijdperk ↓ |                                                      |                        |                |                                                  |                                                |                         |               |
| 12-08-1968        | German International Championships                   |                        | Gravel, buiten | Tom Okker (1) Marty Riessen (1)                  | John Newcombe Tony Roche                       | 6-4, 6-4, 7-5           |               |
| 11-08-1969        | German International Championships                   |                        | Gravel, buiten | Tom Okker (2) Marty Riessen (2)                  | Jean-Claude Barclay Jürgen Fassbender          | 6-1, 6-2, 6-4           |               |
| 17-08-1970        | German International Championships                   |                        | Gravel, buiten | Bob Hewitt (5) Frew McMillan (2)                 | Tom Okker Nikola Pilić                         | 6-3, 7-5, 6-2           |               |
| 17-05-1971        | German International Championships                   |                        | Gravel, buiten | John Alexander Andrés Gimeno                     | Dick Crealy Allan Stone                        | 6-4, 7-5, 7-9, 6-4      |               |
| 05-06-1972        | German International Championships                   |                        | Gravel, buiten | Jan Kodeš (1) Ilie Năstase                       | Bob Hewitt Ion Țiriac                          | 4-6, 6-0, 3-6, 6-2, 6-2 |               |
| 11-06-1973        | German International Championships                   |                        | Gravel, buiten | Jürgen Fassbender (1) Hans-Jürgen Pohmann (1)    | Manuel Orantes Ion Țiriac                      | 6-1, 6-3                |               |
| 20-05-1974        | German International Championships                   |                        | Gravel, buiten | Jürgen Fassbender (2) Hans-Jürgen Pohmann (2)    | Brian Gottfried Raúl Ramírez                   | 6-3, 6-4, 6-4           |               |
| 19-05-1975        | German International Championships                   |                        | Gravel, buiten | Juan Gisbert Manuel Orantes                      | Wojtek Fibak Jan Kodeš                         | 6-3, 7-6                |               |
| 17-05-1976        | German International Championships                   |                        | Gravel, buiten | Fred McNair Sherwood Stewart                     | Dick Crealy Kim Warwick                        | 7-6, 7-6, 7-6           |               |
| 09-05-1977        | German International Championships                   |                        | Gravel, buiten | Bob Hewitt (6) Karl Meiler                       | Phil Dent Kim Warwick                          | 3-6, 6-3, 6-4, 6-4      |               |
| 15-05-1978        | German International Championships                   |                        | Gravel, buiten | Wojtek Fibak Tom Okker (3)                       | Antonio Muñoz Víctor Pecci                     | 6-2, 6-4                |               |
| 14-05-1979        | German International Championships                   |                        | Gravel, buiten | Jan Kodeš (2) Tomáš Šmíd (1)                     | Mark Edmondson John Marks                      | 6-3, 6-1, 7-6           |               |
| 12-05-1980        | German International Championships                   |                        | Gravel, buiten | Hans Gildemeister (1) Andrés Gómez               | Reinhart Probst Max Wunschig                   | 6-3, 6-4                |               |
| 11-05-1981        | German International Championships                   |                        | Gravel, buiten | Hans Gildemeister (2) Andrés Gómez (2)           | Peter McNamara Paul McNamee                    | 6-4, 3-6, 6-4           |               |
| 10-05-1982        | German International Championships                   |                        | Gravel, buiten | Pavel Složil Tomáš Šmíd (2)                      | Anders Järryd Hans Simonsson                   | 6-4, 6-3                |               |
| 09-05-1983        | German International Championships                   |                        | Gravel, buiten | Heinz Günthardt Balázs Taróczy                   | Mark Edmondson Brian Gottfried                 | 6-1, 6-0                |               |
| 07-05-1984        | German International Championships                   |                        | Gravel, buiten | Stefan Edberg Anders Järryd                      | Heinz Günthardt Balázs Taróczy                 | 6-4, 6-3                |               |
| 29-04-1985        | German International Championships                   |                        | Gravel, buiten | Hans Gildemeister (2) Andrés Gómez (3)           | Heinz Günthardt Balázs Taróczy                 | 6-4, 6-3                |               |
| 15-09-1986        | German International Championships                   |                        | Gravel, buiten | Sergio Casal (1) Emilio Sánchez (1)              | Boris Becker Eric Jelen                        | 6-1, 7-5                |               |
| 27-04-1987        | German International Championships                   |                        | Gravel, buiten | Miloslav Mečíř Tomáš Šmíd                        | Claudio Mezzadri Jim Pugh                      | 6-1, 6-2                |               |
| 25-04-1988        | German International Championships                   |                        | Gravel, buiten | Darren Cahill Laurie Warder                      | Rick Leach Jim Pugh                            | 6-0, 5-7, 6-4           |               |
| 08-05-1989        | German International Championships                   |                        | Gravel, buiten | Emilio Sánchez (2) Javier Sánchez (1)            | Boris Becker Eric Jelen                        | 6-4, 6-7, 7-6           |               |
| 07-05-1990        | German International Championships                   | Championship Series SW | Gravel, buiten | Sergi Bruguera Jim Courier                       | Udo Riglewski Michael Stich                    | 4-6, 6-1, 7-6           | details       |
| 06-05-1991        | German International Championships                   | Championship Series SW | Gravel, buiten | Sergio Casal (2) Emilio Sánchez (3)              | Cássio Motta Danie Visser                      | 7-6, 7-6                | details       |
| 04-05-1992        | German International Championships                   | Championship Series SW | Gravel, buiten | Sergio Casal (3) Emilio Sánchez (4)              | Carl-Uwe Steeb Michael Stich                   | 6-3, 3-6, 6-4           | details       |
| 03-05-1993        | German International Championships                   | Super 9                | Gravel, buiten | Paul Haarhuis Mark Koevermans                    | Grant Connell Patrick Galbraith                | 7-6, 6-4                | details       |
| 02-05-1994        | German International Championships                   | Super 9                | Gravel, buiten | Scott Melville Piet Norval                       | Henrik Holm Anders Järryd                      | 7-6, 6-3                | details       |
| 08-05-1995        | German International Championships                   | Super 9                | Gravel, buiten | Wayne Ferreira Jevgeni Kafelnikov                | Byron Black Andrej Olchovski                   | 7-6, 6-0                | details       |
| 06-05-1996        | German International Championships                   | Super 9                | Gravel, buiten | Mark Knowles (1) Daniel Nestor (1)               | Guy Forget Jakob Hlasek                        | 6-4, 7-6                | details       |
| 05-05-1997        | German International Championships                   | Super 9                | Gravel, buiten | Luis Lobo Javier Sánchez (2)                     | Neil Broad Piet Norval                         | 6-2, 3-6, 6-4           | details       |
| 04-05-1998        | German International Championships                   | Super 9                | Gravel, buiten | Donald Johnson Francisco Montana                 | David Adams Brett Steven                       | 6-4, 6-4                | details       |
| 03-05-1999        | German International Championships                   | Super 9                | Gravel, buiten | Wayne Arthurs Andrew Kratzmann                   | Paul Haarhuis Jared Palmer                     | 2-6, 7-6(5), 6-2        | details       |
| 15-05-2000        | German International Championships                   | Masters Series         | Gravel, buiten | Todd Woodbridge (1) Mark Woodforde               | Wayne Arthurs Sandon Stolle                    | 6-7, 6-4, 6-3           | details       |
| 14-05-2001        | Masters Series Hamburg                               | Masters Series         | Gravel, buiten | Jonas Björkman (1) Todd Woodbridge (2)           | Daniel Nestor Sandon Stolle                    | 7-6, 3-6, 6-3           | details       |
| 13-05-2002        | Masters Series Hamburg                               | Masters Series         | Gravel, buiten | Mahesh Bhupathi Jan-Michael Gambill              | Jonas Björkman Todd Woodbridge                 | 6-2, 6-4                | details       |
| 12-05-2003        | Masters Series Hamburg                               | Masters Series         | Gravel, buiten | Mark Knowles (1) Daniel Nestor (2)               | Mahesh Bhupathi Maks Mirni                     | 6-4, 6-4                | details       |
| 10-05-2004        | Masters Series Hamburg                               | Masters Series         | Gravel, buiten | Wayne Black Kevin Ullyett (1)                    | Bob Bryan Mike Bryan                           | 6-1, 6-2                | details       |
| 09-05-2005        | Masters Series Hamburg presented by EON Hanse        | Masters Series         | Gravel, buiten | Jonas Björkman (2) Maks Mirni                    | Michaël Llodra Fabrice Santoro                 | 6-2, 6-3                | details       |
| 15-05-2006        | Masters Series Hamburg presented by EON Hanse        | Masters Series         | Gravel, buiten | Paul Hanley (1) Kevin Ullyett (2)                | Mark Knowles Daniel Nestor                     | 4-6, 7-6, [10-4]        | details       |
| 14-05-2007        | Masters Series Hamburg presented by EON Hanse        | Masters Series         | Gravel, buiten | Bob Bryan Mike Bryan                             | Paul Hanley Kevin Ullyett                      | 6-3, 3-6, [10-7]        | details       |
| 12-05-2008        | Masters Series Hamburg presented by EON Hanse        | Masters Series         | Gravel, buiten | Daniel Nestor (3) Nenad Zimonjić                 | Bob Bryan Mike Bryan                           | 6-4, 5-7, [10-8]        | details       |
| 20-07-2009        | International German Open Hamburg                    | ATP 500                | Gravel, buiten | Simon Aspelin Paul Hanley (2)                    | Marcelo Melo Filip Polášek                     | 6-3, 6-3                | details       |
| 19-07-2010        | German Open Tennis Championships                     | ATP 500                | Gravel, buiten | Marc López David Marrero (1)                     | Jérémy Chardy Paul-Henri Mathieu               | 6-3, 2-6, [10]-[8]      | details       |
| 18-07-2011        | bet-at-home Open - German Tennis Championships       | ATP 500                | Gravel, buiten | Oliver Marach (1) Alexander Peya                 | František Čermák Filip Polášek                 | 6-4, 6-1                | details       |
| 16-07-2012        | bet-at-home Open - German Tennis Championships       | ATP 500                | Gravel, buiten | David Marrero (2) Fernando Verdasco              | Rogério Dutra da Silva Daniel Muñoz de la Nava | 6-4, 6-3                | details       |
| 15-07-2013        | bet-at-home Open - German Tennis Championships       | ATP 500                | Gravel, buiten | Mariusz Fyrstenberg Marcin Matkowski             | Alexander Peya Bruno Soares                    | 3-6, 6-1, [10-8]        | details       |
| 14-07-2014        | bet-at-home Open                                     | ATP 500                | Gravel, buiten | Marin Draganja Florin Mergea                     | Alexander Peya Bruno Soares                    | 6-4, 7-5                | details       |
| 27-07-2015        | bet-at-home Open                                     | ATP 500                | Gravel, buiten | Jamie Murray John Peers (1)                      | Juan Sebastián Cabal Robert Farah Maksoud      | 2-6, 6-3, [10-8]        | details       |
| 11-07-2016        | German Open Tennis Championships                     | ATP 500                | Gravel, buiten | Henri Kontinen John Peers (2)                    | Daniel Nestor Aisam-ul-Haq Qureshi             | 7-5, 6-3                | details       |
| 30-07-2017        | German Open Tennis Championships                     | ATP 500                | Gravel, buiten | Ivan Dodig Mate Pavić                            | Pablo Cuevas Marc López                        | 6-3, 6-4                | details       |
| 29-07-2018        | German Open Tennis Championships                     | ATP 500                | Gravel, buiten | Julio Peralta Horacio Zeballos                   | Oliver Marach Mate Pavić                       | 6-1, 4-6, [10-6]        | details       |
| 28-07-2019        | Hamburg European Open                                | ATP 500                | Gravel, buiten | Oliver Marach (2) Jürgen Melzer                  | Robin Haase Wesley Koolhof                     | 6-2, 7-6(3)             | details       |
| 27-09-2020        | Hamburg European Open                                | ATP 500                | Gravel, buiten | John Peers Michael Venus                         | Ivan Dodig Mate Pavić                          | 6-3, 6-4                | details       |
| 18-07-2021        | Hamburg European Open                                | ATP 500                | Gravel, buiten | Tim Pütz (1) Michael Venus (2)                   | Kevin Krawietz Horia Tecău                     | 6-3, 6-7(3), [10-8]     | details       |
| 24-07-2022        | Hamburg European Open                                | ATP 500                | Gravel, buiten | Lloyd Glasspool Harri Heliövaara                 | Rohan Bopanna Matwé Middelkoop                 | 6-2, 6-4                | details       |
| 30-07-2023        | Hamburg European Open                                | ATP 500                | Gravel, buiten | Kevin Krawietz (1) Tim Pütz (2)                  | Sander Gillé Joran Vliegen                     | 7–6(4), 6–3             | details       |
| 21-07-2024        | Hamburg European Open                                | ATP 500                | Gravel, buiten | Kevin Krawietz (2) Tim Pütz (3)                  | Fabien Reboul Édouard Roger-Vasselin           | 7–6(8), 6–2             | details       |

| Legenda ATP-categorieën     | Legenda ATP-categorieën     | Legenda ATP-categorieën       | Legenda ATP-categorieën      | Legenda ATP-categorieën | Legenda ATP-categorieën | Legenda ATP-categorieën | Legenda ATP-categorieën | Legenda ATP-categorieën | Legenda ATP-categorieën | Legenda ATP-categorieën | Legenda ATP-categorieën |
| Heden-2017                  | 2016-2009                   | 2008-1998                     | 1997-1990                    | 1989-1978               | 1977                    | 1976                    | 1975                    | 1974                    | 1973-1972               | 1971                    | 1970                    |
| --------------------------- | --------------------------- | ----------------------------- | ---------------------------- | ----------------------- | ----------------------- | ----------------------- | ----------------------- | ----------------------- | ----------------------- | ----------------------- | ----------------------- |
| Grand Slams                 | Grand Slams                 | Grand Slams                   | Grand Slams                  | Grand Slams             | Grand Slams             | Grand Slams             | Group Triple Crown      | Group Triple Crown      | Group AA                | Group A                 | Group A                 |
| ATP Finals                  | ATP World Tour Finals       | Tennis Masters Cup            | ATP Tour World Championships | Grand Prix Masters      | Grand Prix Masters      | Grand Prix Masters      | Grand Prix Masters      | Grand Prix Masters      | Grand Prix Masters      | Grand Prix Masters      | Grand Prix Masters      |
| ATP World Tour Masters 1000 | ATP World Tour Masters 1000 | ATP Masters Series            | ATP Super 9                  | Super Series            | Six Star                | Five Star               | Group A                 | Group A                 | Group A                 | Group B                 | Group 1                 |
| ATP World Tour 500          | ATP World Tour 500          | ATP International Series Gold | ATP Championship Series      | Regular Series          | Five Star               | Four Star               | Group B                 | Group B                 | Group B                 | Group C                 | Group 2                 |
| ATP World Tour 250          | ATP World Tour 250          | ATP International Series      | ATP World Series             | Regular Series          | Four Star               | Three Star              | Group B                 | Group C                 | Group C                 | Group D                 |                         |
| ATP World Tour 250          | ATP World Tour 250          | ATP International Series      | ATP World Series             | Regular Series          | Three Star              | Two Star                |                         |                         |                         |                         |                         |
| ATP World Tour 250          | ATP World Tour 250          | ATP International Series      | ATP World Series             | Regular Series          | Two Star                | One Star                |                         |                         |                         |                         |                         |
| ATP World Tour 250          | ATP World Tour 250          | ATP International Series      | ATP World Series             | Regular Series          | One Star                |                         |                         |                         |                         |                         |                         |
| ATP Challenger Tour         | ATP Challenger Series       | ATP Challenger Series         | ATP Challenger Series        |                         |                         |                         |                         |                         |                         |                         |                         |
| Toernooien voor teams       |                             |                               |                              |                         |                         |                         |                         |                         |                         |                         |                         |

## Statistieken

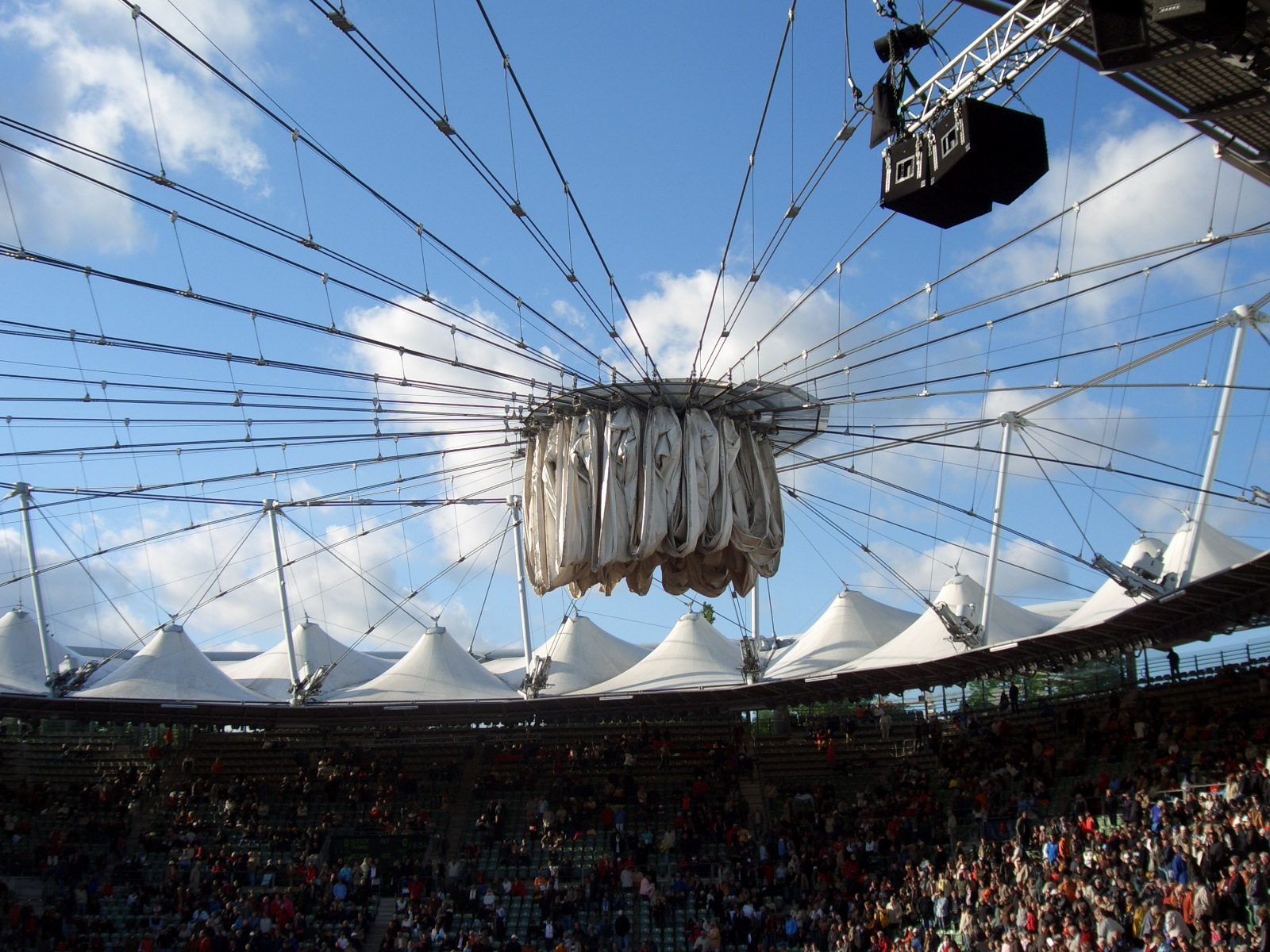
De uitschuifbare dakconstructie van het centre court

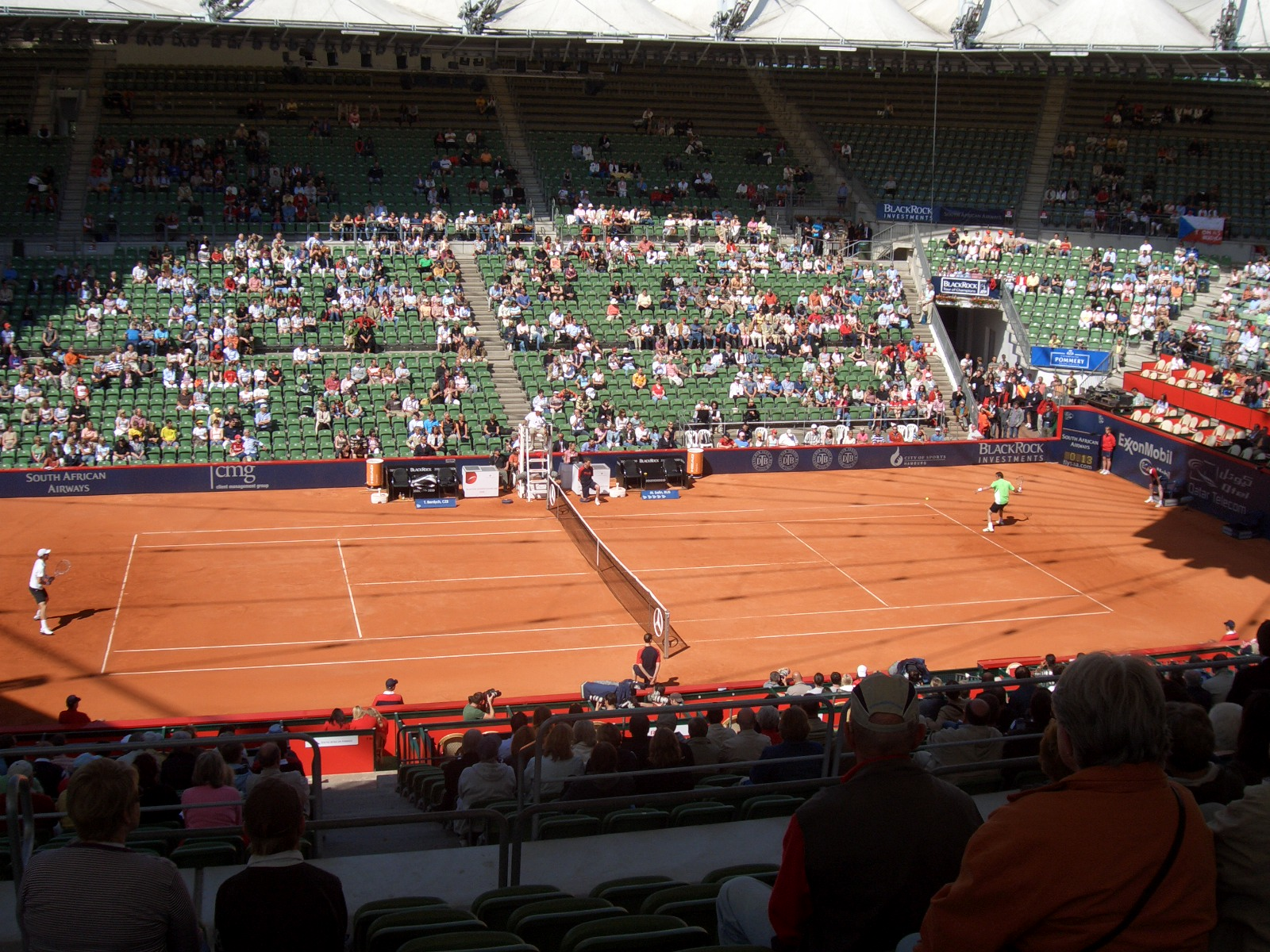
Safin tegen Berdych in 2008

### Meeste enkelspeltitels
| Aantal titels | Speler               | Jaren                                    |
| ------------- | -------------------- | ---------------------------------------- |
| 7             | Otto Froitzheim      | 1907, 1909, 1910, 1911, 1921, 1922, 1925 |
| 6             | Gottfried von Cramm  | 1932, 1933, 1934, 1935, 1948, 1949       |
| 5             | Josiah Ritchie       | 1903, 1904, 1905, 1906, 1908             |
| 4             | Roger Federer        | 2002, 2004, 2005, 2007                   |
| 3             | Graf Victor Voß      | 1894, 1895, 1896                         |
| 3             | Eddie Dibbs          | 1973, 1974, 1976                         |
| 3             | Andrej Medvedev      | 1994, 1995, 1997                         |
| 2             | George Hillyard      | 1897, 1900                               |
| 2             | Max Décugis          | 1901, 1902                               |
| 2             | Hans Moldenhauer     | 1926, 1927                               |
| 2             | Christian Boussus    | 1929, 1930                               |
| 2             | Henner Henkel        | 1937, 1939                               |
| 2             | Budge Patty          | 1953, 1954                               |
| 2             | Rod Laver            | 1961, 1962                               |
| 2             | Manuel Orantes       | 1972, 1975                               |
| 2             | José Higueras        | 1979, 1982                               |
| 2             | Juan Aguilera        | 1984, 1990                               |
| 2             | Rafael Nadal         | 2008, 2015                               |
| 2             | Leonardo Mayer       | 2014, 2017                               |
| 2             | Nikoloz Basilasjvili | 2018, 2019                               |

(Bijgewerkt t/m 2024)

### Meeste enkelspeltitels per land
| Aantal titels | Land                     |
| ------------- | ------------------------ |
| 27            | Duitsland                |
| 14            | Spanje                   |
| 10            | Australië                |
| 9             | Verenigd Koninkrijk      |
| 8             | Frankrijk                |
| 8             | Verenigde Staten         |
| 5             | Argentinië               |
| 5             | Tsjecho-Slowakije        |
| 4             | Italië                   |
| 4             | Zweden                   |
| 4             | Zwitserland              |
| 3             | Bondsrepubliek Duitsland |
| 3             | Oekraïne                 |
| 2             | Georgië                  |
| 2             | Hongarije                |
| 2             | Rusland                  |
| 2             | Zuid-Afrika              |
| 1             | Brazilië                 |
| 1             | Chili                    |
| 1             | Egypte                   |
| 1             | Kazachstan               |
| 1             | Nederland                |
| 1             | Slowakije                |

(Bijgewerkt t/m 2024)

### Enkel- en dubbelspeltitel in hetzelfde jaar, vanaf 1902
| Tennisser           | Jaar                   |
| ------------------- | ---------------------- |
| Max Décugis         | 1902                   |
| Josiah Ritchie      | 1904, 1906             |
| Otto Froitzheim     | 1907, 1911, 1922, 1925 |
| Oscar Kreuzer       | 1920                   |
| Béla von Kehrling   | 1924                   |
| Christian Boussus   | 1929                   |
| Henner Henkel       | 1939                   |
| Gottfried von Cramm | 1948, 1949             |
| Budge Patty         | 1953, 1954             |
| Lew Hoad            | 1956                   |
| Mervyn Rose         | 1957                   |
| Andrés Gimeno       | 1971                   |
| Manuel Orantes      | 1975                   |

### Toeschouwersaantallen
| Jaar | Toeschouwers |      | Jaar   | Toeschouwers |
| ---- | ------------ | ---- | ------ | ------------ |
| 2004 | 104.000      |      | 2014   | 60.000       |
| 2005 | 104.500      | 2015 | 71.200 |              |
| 2006 |              | 2016 | 60.000 |              |
| 2007 |              | 2017 | 60.500 |              |
| 2008 |              | 2018 |        |              |
| 2009 |              | 2019 | 60.000 |              |
| 2010 |              | 2020 |        |              |
| 2011 |              | 2021 |        |              |
| 2012 | 55.000       | 2022 | 55.000 |              |
| 2013 | 75.000       | 2023 | 64.000 |              |

1. 1 2  De toeschouwersaantallen zijn inclusief
de aantallen van het gelijktijdige WTA-toernooi.